# Somewhere on the Other Side of Nowhere
Somewhere on the Other Side of Nowhere (в пер. с англ. Где-то на другой стороне нигде) — шестой студийный альбом американской рок-группы Powerman 5000 вышедший 6 октября 2009 года. В отличие от Destroy What You Enjoy, предыдущего альбома коллектива, эта пластинка выполнена в присущем для Powerman 5000 индастриал-стиле. С точки зрения лирики Somewhere on the Other Side of Nowhere также возвращается к научно-фантастической концепции.
Композиции «Show Me What You’ve Got» и «V Is for Vampire» были выпущены в составе загружаемого контента к компьютерной игре Rock Band 3 для PlayStation 3 и Xbox 360. Песня «Super Villain» звучала в мультипликационной комедии Мегамозг.

## Список композиций
| №   | Название                                 | Длительность |
| --- | ---------------------------------------- | ------------ |
| 1.  | «Intelligent Creatures»                  | 0:34         |
| 2.  | «Show Me What You’ve Got»                | 2:56         |
| 3.  | «Super Villain»                          | 3:45         |
| 4.  | «V Is for Vampire»                       | 3:20         |
| 5.  | «Do Your Thing»                          | 3:26         |
| 6.  | «Somewhere on the Other Side of Nowhere» | 3:16         |
| 7.  | «Time Bomb, Baby»                        | 3:27         |
| 8.  | «Get Your Bones»                         | 3:44         |
| 9.  | «Make Us Insane»                         | 3:42         |
| 10. | «Technology Eats Its Young»              | 1:13         |
| 11. | «Horror Show»                            | 4:20         |